# Drenje
 Drenje  è un comune della Croazia di 3 071 abitanti della Regione di Osijek e della Baranja.